# Kagaku Sentai Dynaman
Kagaku Sentai Dynaman (科学戦隊ダイナマン Kagaku Sentai Dainaman?) (traducido como Escuadrón Científico Dynaman) es la séptima temporada de la franquicia Super Sentai Series, producida por Toei Company, y emitida en TV Asahi del 5 de febrero de 1983 al 28 de enero de 1984, constando de 51 episodios. Seis episodios se emitieron en Estados Unidos entre 1987 y 1988 con un doblaje paródico y el título simple de Dynaman.

## Argumento
El Imperio Jashinka se levanta desde las profundidades de la tierra para conquistar el mundo. Para detenerles, el Dr. Kyūtarō Yumeno reúne a cinco inventores en su laboratorio, el Yumeno Invention Laboratory, y les da el poder de convertirse en los Dynaman. Cada miembro tiene su propio objetivo, pero como el Kagaku Sentai Dynaman, se unen para detener al Imperio Jashinka y sus planes.

## Personajes

### Dynaman
Los Dymanan son el primer grupo Super Sentai cuyo vestuario estaba hecho de spandex. También fueron los primeros que no utilizaron capas o pañuelos, que eran parte de los uniformes Super Sentai desde la primera temporada hasta entonces.
- Hokuto Dan (弾 北斗 Dan Hokuto?)/Dyna Red (ダイナレッド Daina Reddo?): Un maestro en kendō de Hokkaido. Responsable y fuerte de espíritu, perdió a su madre cuando era joven, y siente simpatía por los niños que también han sufrido la pérdida de un padre. Es maestro en todas las artes marciales, y experto en kendo, karate, judo y boxeo. También es campeón en motociclismo. Como inventor, su sueño es crear un motor que no contamine.
  - Armass: Dyna Swords (ダイナ剣 Daina Ken?)
  - Ataques: Magnum Square Punch (マグナムスクエアーパンチ Magunamu Sukueā Panchi?)
  - Ataque con Dyna Rod: Red Fire (レッドファイヤー Reddo Faiyā?)
- Ryū Hoshikawa (星川 竜 Hoshikawa Ryū?)/Dyna Black (ダイナブラック Daina Burakku?): Descendiente de ninjas Iga, es experto en el arte del ninpō y la invisibilidad, y nunca se permite perderse un día de entrenamiento. Cómico y alegre, gusta mucho a los niños. Como astrónomo, sueña con contactar y hacer amistad con formas de vida alienígenas.
  - Armas: Cross Cutter (クロスカッター 'Kurosu Kattā'?), Battle Tector (バトルテクター Batoru Tekutā?)
  - Ataques: Strong Shower (ストロングシャワー Sutorongu Shawā?), Meteor Kick (流星キック Ryūsei Kikku?), Black Clone Art (ブラック分身の術 Burakku Bunshin no Jutsu?), Hiding in the Leaves (木の葉隠れ Konohagakure?), Hiding in the Smokes (煙隠れ Kemuri Kakure?), 8 Step Kick (八段蹴り Hachi Dan Keri?), Ninja Arts Exhaustion (忍法・脱力 Ninpō Datsuryoku?), Ninja Arts Dance of Thick Fried Tofu (忍法厚揚げの舞い Ninpō Atsuage no Mai?), Attitude Change Arts (変わり身の術 Kawarimi no Jutsu?), Black Spike (ブラックスパイク Burakku Supaiku (Honpen Mishiyō)?)
  - Ataque con Dyna Rod: Black Star Flash (ブラックスターフラッシュ Burakku Sutā Furasshu?)
- Yōsuke Shima (島 洋介 Shima Yōsuke?)/Dyna Blue (ダイナブルー Daina Burū?): Es de la isla Ishigaki. Es un nadador y surfista que sueña con inventar branquias artificiales para permitir a la gente respirar y disfrutar de la vida bajo el agua en toda su plenitud. Tiene un gran conocimiento de la vida marina. Detesta perder, y siempre quiere maquillar los fallos de los que es responsable.
  - Armas: Blue Frisbees (ブルーフリスビー Burū Furisubī?), Jet Surfin' (ジェットサーフィン Jetto Sāfin?), Attack Board (アタックボード Atakku Bōdo?)
  - Ataques: Flying Air Triangle (空中三角飛び Kūchū Sankaku Tobi?), Twist Kick (ツイストキック Tsuisuto Kikku?)
  - Ataque con Dyna Rod: Blue Water Whirlpool (ブルー水竜巻 Burū Mizu Tatsumaki?)
- Kōsaku Nango (南郷 耕作 Nangō Kōsaku?)/Dyna Yellow (ダイナイエロー Daina Ierō?): Un amante de Kyushu que sueña con mejorar los cultivos, pensando en desarrollar nuevos alimentos y flores. Aunque suele hacerse el payaso, en su interior es un hombre tierno y serio.
  - Armas: Chain Crushers (チェーンクラッシャー Chēn Kurasshā?)
  - Ataques: Yellow Attack (イエローアタック Ierō Atakku?), Yellow Grand Diving (イエローグランドダイビング Ierō Gurando Daibingu?), Yellow Diving Punch (イエローダイビングパンチ Ierō Daibingu Panchi?)
  - Ataque con Dyna Rod: Yellow Lightning Fall (イエロー雷光落とし Ierō Raikō Otoshi?)
- Rei Tachibana (立花 レイ Tachibana Rei?)/Dyna Pink (ダイナピンク Daina Pinku?): Sueña con inventar una máquina para poder entender y comunicarse con los animales, también es una gran maestra del disfraz. Con habilidad en esgrima, a Rei no le gusta luchar, pero lucha para proteger los sueños de todas las personas y la seguridad del planeta.
  - Armas: Rose Saber (ローズサーベル Rōzu Sāberu?), Flower Shield (フラワーシールド Furawā Shīrudo?)
  - Ataques: Rose Finale (バラフィナーレ Bara Fināre?)
  - Ataque con Dyna Rod: Pink Shocking Melody (ピンクショッキングメロディー Pinku Shokkingu Merodī?)

### Aliados
- Dr. Kyūtarō Yumeno (夢野久太郎 Yumeno Kyūtarō?): El líder del Yumeno Invention Center y fundador del Kagaku Sentai Dynaman. Detectó anomalías en las regiones volcánicas desde años antes de descubrirse la existencia de Jashinka, fundando a los Dynaman para enfrentarse a ellos. Mientras está en el Yumeno Center tiene una cara feliz, dejando todas las bromas y sin sentidos, y comportándose de forma seria cuando está en la Dyna Station. Su verdadero nombre es el Profesor Toyama, que 15 años atrás descubrió el "Retro Gen" que aumenta las células. Cambió su nombre y se ocultó cuando la mujer más querida para él fue asesinada por un espía de Jashinka que quería hacerse con su descubrimiento, dedicando así su vida a descubrir la amenaza y destruirla con los Dynaman. Su sueño es inspirar los sueños de otros. Tiene 44 años.

### Arsenal
- Dyna Brace (ダイナブレス Daina Buresu?): El dispositivo de transformación del equipo. Para usarlo, invocan su color de forma individual o el nombre del equipo todos juntos.
- Dyna Rod (ダイナロッド Daina Roddo?): El arma básica del equipo. Realiza un ataque individual para cada miembro del equipo.
- Dyna Swords (ダイナソード Daina Sōdo?): El arma personal de Dyna red, un par de espadas.
- Cross Cutter (クロスカッター Kurosu Kattā?): El arma personal de Dyna Black, un par de bumeranes.
- Blue Frisbees (ブルーフリスビー Burū Furisubī?): El arma personal de Dyna Blue, un par de discos.
- Chain Crushers (チェーンクラッシャー Chēn Kurasshā?): El arma personal de Dyna Yellow, un par de mazas con cadena.
- Rose Saber (ローズセイバー Rōzu Seibā?) y Flower Shield (フラワーシールド Furawā Shīrudo?): Las armas personales de Dyna Pink, una espada y un escudo.
- Battle Tector (バトルテクター Batoru Tekutā?): Una armadura que Dyna Black usa sobre los hombros, las muñecas y los tobillos para protegerlo y fortalecerlo.
- Attack Board (アタックボード Atakku Bōdo?): Una tabla de surf que Dyna Blue usa para atacar.
- Dyna Punch (ダイナパンチ Daina Panchi?): Cuando los Dynaman flexionan los brazos, sus bíceps crecen, permitiéndoles asestar un potente puñetazo.
- Dyna Falcon (ダイナファルコン Daina Farukon?): La motocicleta de Dyna Red.
- Dyna Machine (ダイナマシーン Daina Mashīn?): Un camión para el resto del equipo.
- Surf Jet (サーフジェット Sāfu Jetto?): Un vehículo en forma de tabla de surf que utiliza Dyna Blue.

### Mechas
- Dyna Robo (ダイナロボ Daina Robo?): El robot gigante que se forma con el comando "¡Fusión! Grand Slam" (合体!グランドスラム Gattai! Gurando Suramu?).
  - Dyna Mach (ダイナマッハ Daina Mahha?): El mecha de Dyna Red. Se guarda en la cúpula superior de Dy Jupiter. Dispara láseres con forma de flechas, y forma la cabeza de Dyna Robo.
  - Dyna Mobile (ダイナモビル Daina Mobiru?): El mecha de Dyna Black y Dyna Blue. Se guarda en la sección intermedia del Dy Jupiter, bajo el Dyna Mach, y usa la puerta del compartimento de Dyna Garry como rampa. Dispara misiles, y forma el tronco y brazos de Dyna Robo.
  - Dyna Garry (ダイナギャリー Daina Gyarī?): El mecha de Dyna Yellow y Dyna Pink. Se guarda en el compartimento inferior del Dy Jupiter, bajo el Dyna Mobile. Forma las piernas de Dyna Robo.
- Dy Jupiter (ダイジュピター Dai Jupitā?): La fortaleza voladora que guarda los mechas que componen a Dyna Robo.

### Imperio Jashinka
El Clan de hombres con cola del Imperio Jashinka (有尾人一族ジャシンカ帝国 Yūbijin Ichizoku Jashinka Teikoku?) son una raza evolucionada de reptiles. Llegaron a la Tierra en tiempos antiguos, como unas formas de vida transportadas por un meteorito que se estrelló contra la Tierra y se hundió en sus profundidades. Con el tiempo, esas formas de vida evolucionaron hasta convertirse en una civilización de ciencia avanzada (más que la humana), determinando su rango por el número de colas que tienen. Creyendo que la Tierra es suya para que su civilización se levante, inician la invasión. Originalmente pretendían convertir a los humanos en miembros de su raza, pero el experimento falló, y su estrategia se enfocó simplemente en destruir la humanidad reduciendo el número de seres humanos mientras fueran superiores en número a ellos. Como el rango entre ellos lo determina el número de colas, el sueño del Emperador es obtener diez colas, pues se dice que quien lo consiga tendrá vida eterna y super poderes.
- Emperador Aton (帝王アトン Teiō Aton?): El líder que ordena la invasión y el establecimiento del Imperio Jashinka en la superficie. Con nueve colas, cree en la leyenda y sueña con obtener la décima cola del poder, que piensa que obtendrá cuando conquiste a los humanos. Con una crueldad sin medida, originalmente muestra protección hacia su hijo Megiddo, hasta que sus fallos colman su paciencia.
- General Kar (カー将軍 Kā Shōgun?): Dios de la guerra, de siete colas, Kar es el segundo al mando y quien desarrolló la creación de las Jashinka Beast. Leal a Aton hasta el extremo.
- Principe Megiddo (メギド王子 Megido Ōji?): El hijo de Aton. Originalmente tenía cinco colas, hasta que perdió una en su primera pelea contra Dyna Red, convirtiéndose en un apestado para su clan y desarrollando un odio contra Dyna Red. Pero por su arrogancia, su orgullo y su temperamento, falla continuamente. Tras perseguirle Zenobia, su propio padre le corta el resto de sus colas y le exilia a la prisión de la Cueva del Milenio. Jurando venganza, se libera de la prisión, convirtiéndose en el Caballero Oscuro (ダークナイト Dāku Naito?), dueño de la técnica de la "Danza de la Oscuridad". Como Caballero Oscuro, no sólo es enemigo de los Dynaman, sino también de los Jashinka, mostrando odio especial contra el general Zenobia y Dyna Red.
- Gira y Keel (ギーラ&ギール Gīra to Kīru?): Los guardaespaldas de Megiddo. Son unos soldados que se distinguen por sus ropas y boinas.
- Princesa Chimera (王女キメラ Ōjo Kimera1?): La bruja nieta de Aton y prima de Megiddo. Tiene una cola enroscada de cuatro puntas. Respeta a Aton y es una maestra en ilusiones y psicoquinesia. Es excelente en los planes para engañar a los humanos usando disfraces y sus encantos. Es rival de Dyna Pink. Tan orgullosa como su primo Megiddo, los dos discuten continuamente.
- General Zenobia (ゼノビア Zenobia?): Una general con siete colas que aparece en el episodio 37 y destruye el Invention Center. Es una experta en combate con siete colas. También es una sacerdotisa que realiza rituales. Ocho años atrás, planeó asesinar a Aton para quedarse con el trono. Aunque los conspiradores fueron ejecutados, Aton decidió librarse de Zenobia exiliándola a la Cueva del Milenio por su miedo a sus conocimientos de brujería. Tras escapar, jura lealtad a Aton, luchando contra Dynaman mientras secretamente planea destruir al emperador y desarrollar su propia décima cola. Espiada por Megiddo, pone en marcha el plan de exiliarle a la Cueva del Milenio disfrazándolo de castigo por sus fallos.
- Shippo Soldiers (シッポ兵 Shippo Hei?): Los soldados de campo del imperio. Son lagartos humanoides con ojos rojos, piel verdinegra y una cola. Pueden hablar, como se demuestra cuando Megiddo pierde una cola en su primera lucha contra Dyna Red.

## Episodios
1. El desafío del clan de los hombres con cola (有尾人一族の挑戦 Yūbijin Ichizoku no Chōsen?)
2. Los guerreros que persiguen sueños (夢を追う戦士たち Yume o Ō Senshitachi?)
3. El vuelo infernal del murciélago (コウモリ地獄飛行 Kōmori Jigoku Hikō?)
4. El retumbante humano fósil (ゴロゴロ化石人間 Gorogoro Kaseki Ningen?)
5. El sueño aterrador de la evolución de la bestia (進化獣のこわい夢 Shinkajū no Kowai Yume?)
6. ¡Luchad hasta la muerte! Las persecuciones de una serpiente venenosa (死闘! 毒蛇の魔境 Shitō! Dokuja no Makyō?)
7. Operación mar de fuego de Tokio (東京火の海作戦! Tōkyō Hi no Umi Sakusen?)
8. La flor maligna de la princesa Chimera (悪の花王女キメラ Aku no Hana Ōjo Kimera''?)
9. La carrera de bombas "hazlo o muere" (決死の爆弾レース Kesshi no Bakudan Rēsu?)
10. El intruso del espacio exterior (宇宙からの侵入者 Uchū Kara no Shinnyūsha?)
11. El día que los peces atacan a los humanos (魚が人間を襲う日 Sakana ga Ningen o Osō Hi?)
12. El banco de sangre objetivo (狙われた血液銀行 Nerawareta Ketsueki Ginkō?)
13. La novia secuestrada (さらわれた花嫁 Sarawareta Hanayome?)
14. Asalto, Soldado Choroppo (突撃チョロッポ兵 Totsugeki Choroppo Hei?)
15. Ninjutsu contra la brujería de Chimera (忍術対キメラ妖術 Ninjutsu Tai Kimera Yōjutsu?)
16. La operación de la gran explosión del monte Aso (阿蘇山大爆発作戦 Asosan Dai Bakuhatsu Sakusen?)
17. ¡Miedo! El mayor terremoto de Kyushu (恐怖! 九州大地震 Kyōfu! Kyūshū Daijishin?)
18. El gran tsunami que ataca Tokio (東京を襲う大津波 Tōkyō o Osō Ōtsunami?)
19. El fusible es una flor roja tóxica (導火線は赤い毒花 Dōkasen wa Akai Doku Hana?)
20. ¡Persecución! El sol Amakusa (追え! 天草の太陽 Oe! Amakusa no Taiyō?)
21. La espada mortal del furioso Hokuto (怒りの北斗必殺剣 Ikari no Hokuto Hissatsu Ken?)
22. La gran guerra de pega (いたずら大戦争! Itazura Dai Sensō?)
23. Operación babosa humana (人間ナメクジ作戦 Ningen Namekuji Sakusen''?)
24. La gran aproximación del temible cometa (恐怖の彗星大接近 Kyōfu no Suisei Dai Sekkin?)
25. El misterioso infierno de las carcajadas (謎のゲラゲラ地獄 Nazo no Geragera Jigoku?)
26. ¡Lucha intensa! El faro solar (激闘! 太陽の灯台 Gekitō! Taiyō no Tōdai?)
27. El sonido de la muerte, el ruido de los grillos (死の音セミシグレ Shi no Oto Semishigure?)
28. El enemigo es una bestia evolutiva esclava (敵はガリ勉進化獣 Teki wa Gariben Shinkajū?)
29. Las ropas malditas de Chimera (キメラの呪いの服 Kimera no Noroi no Fuku?)
30. ¡Rescatad a la muñeca humana! (人形人間を救え! Ningyō Ningen o Sukue!?)
31. La trampa del espía con cola (スパイ有尾人の罠 Supai Yūbijin no Wana?)
32. La pistola poderosa perdida (消えたパワーガン Kieta Pawā Gan?)
33. No puedo cambiar a Red (レッドになれない Reddo ni Narenai?)
34. ¡Enemigo formidable! Mechaevolución (強敵! メカシンカ Kyōteki! Mekashinka?)
35. Buscando un nuevo movimiento final (新必殺技を求めて Shin Hissatsu-waza o Motomete?)
36. ¡¡Apareció!! El movimiento final (出たぞ! 必殺技! Deta zo! Hissatsu-waza?)
37. La shogun Zenobia (女将軍ゼノビア Onna Shōgun Zenobia?)
38. ¡Rejuvenece! El cerebro genio (若返れ! 天才頭脳 Wakagaere! Tensai Zonō?)
39. ¡Sujetadlo! El huevo de la gente con cola (抱け! 有尾人の卵 Idake! Yūbijin no Tamago?)
40. ¡Explosión! La furia silenciosa (爆発! 無言の怒り Bakuhatsu! Mugon no Ikari?)
41. El Bōsōzoku que desapareció en la oscuridad (闇に消えた暴走族 Yami ni Kieta Bōsōzoku?)
42. Desafía al Caballero Oscuro (挑戦ダークナイト Chōsen Dāku Naito?)
43. ¡Shima! Eres un relámpago azul (島! 君は青い稲妻 Shima! Kimi wa Aoi Inazuma?)
44. ¡Explosión! Bomba Magma (爆発! マグマ爆弾 Bakuhatsu! Maguma Bakudan?)
45. ¿Mamá es Zenobia? (ママはゼノビア? Mama wa Zenobia??)
46. El sable que atraviesa el amor (愛を貫くサーベル Ai o Tsuranuku Sāberu?)
47. Un deseo maligno, diez colas (悪の願い十本尻尾 Aku no Negai Juppon Shippo?)
48. El gran secreto del Dr. Yumeno (夢野博士の大秘密 Yumeno-hakase no Dai Himitsu?)
49. El fin del general Kar (カー将軍の最期 Kā Shōgun no Saigo?)
50. El formidable enemigo revivido (よみがえった強敵 Yomigaetta Kyōteki?)
51. La lucha que arriesga el mañana (明日をかけた戦い Ashita o Kaketa Tatakai?)

### Película
Kagaku Sentai Dynaman (科学戦隊ダイナマン Kagaku Sentai Dainaman?): Estrenada el 12 de marzo de 1983

## Reparto
- Hokuto Dan: Satoshi Okita
- Ryū Hoshikawa: Jyunichi Haruta
- Yōsuke Shima: Kōji Unogi
- Kōsaku Nango: Yū Tokita
- Rei Tachibana: Sayoko Hagiwara
- Dr. Kyūtarō Yumeno: Junji Shimada
- Emperador Aton: Takeshi Watabe
- General Kar: Masashi Ishibashi
- Príncipe Megiddo: Takeki Hayashi
- Caballero oscuro: Michirō Iida
- Gira: Hirokazu Shoji
- Keel: Keiji Tsujii
- Princesa Chimera: Mari Kōno
- General Zenobia: Ritsuko Fujiyama
- Narrador: Tōru Ōhira

## Temas musicales

### Tema de apertura
- Kagaku Sentai Dynaman (科学戦隊ダイナマン Kagaku Sentai Dainaman?)
  - Letra: Koike Kazuo
  - Música y arreglos: Kyō Kensuke
  - Intérpretes: MoJo y Koorogi '73

### Tema de cierre
- Yume o Kanaete Dynaman (夢をかなえてダイナマン Yume o Kanaete Dainaman?, Dynaman cumple nuestros sueños)
  - Letra: Koike Kazuo
  - Música: Kyō Kensuke
  - Intérprete: MoJo y Koorogi '73